# باغ اسلامی

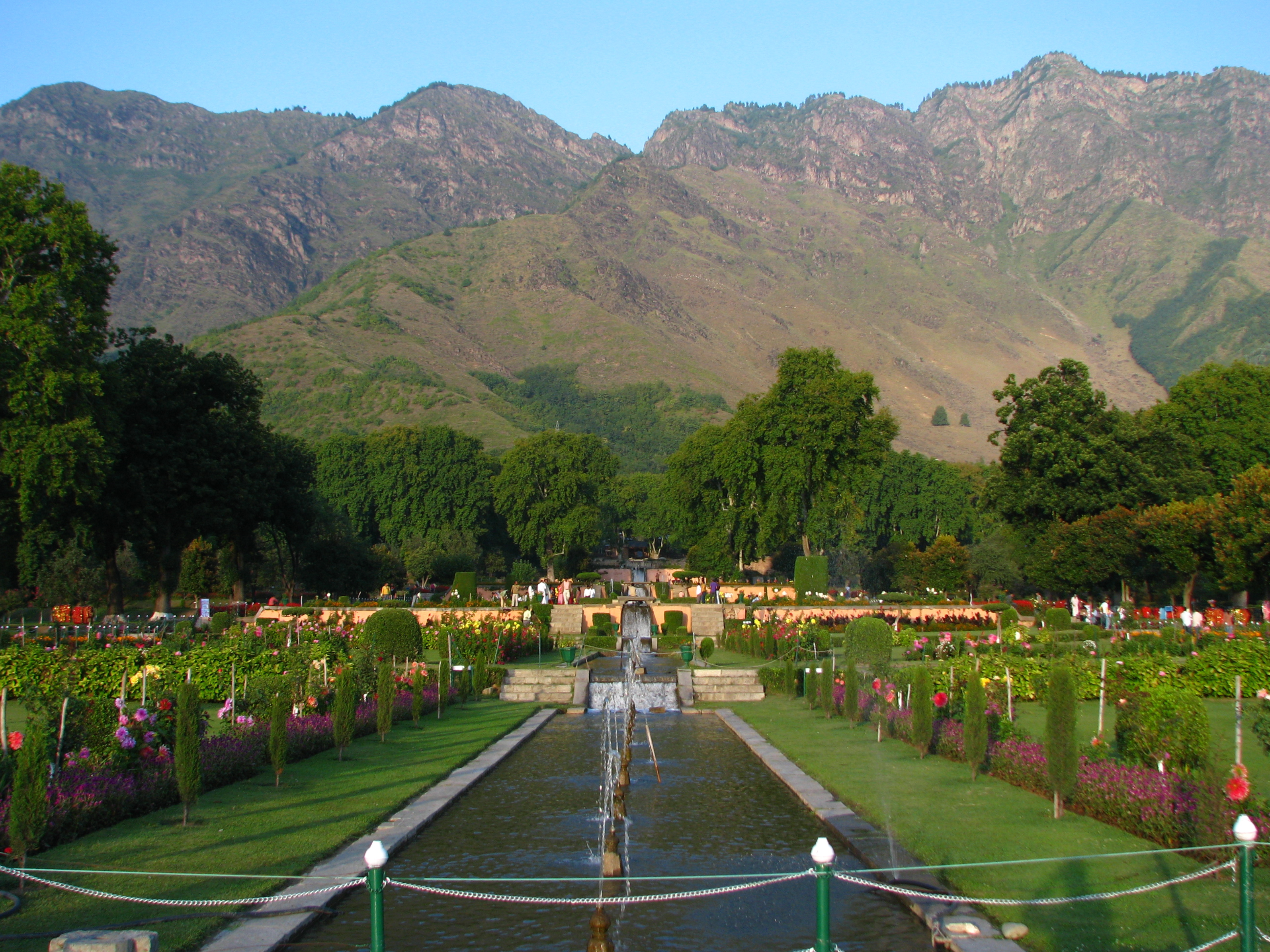
نشاط باغ (۱۶۳۳)، یک باغ گورکانی در کشمیر

باغ اسلامی به گونه‌ای از باغ‌ها گفته می‌شود که توجه ویژه‌ای به المان‌های آب و سایه دارد. قابل شناسایی‌ترین طرح معماری آنها طرح چهارضلعی چهارباغ با چهار باغ کوچک است که توسط جاده‌هایی یا آب روان از هم جدا و تفکیک شده‌اند. برخلاف باغ‌های انگلیسی که اغلب برای پیاده‌روی طراحی شده‌اند، باغ‌های اسلامی برای استراحت، تأمل و تفکر تعبیه شده‌اند. تمرکز عمده باغ‌های اسلامی ارائه یک تجربه حسی بود که با استفاده از آب و گیاهان معطر به دست می‌آمد.
از نظر تاریخی، قبل از اینکه اسلام به سایر اقلیم‌ها گسترش یابد، از این باغ‌ها برای استراحت در محیط‌های گرم و خشک استفاده می‌شد. این باغ‌ها طیف گسترده‌ای از شکل‌ها و اهداف را در بر می‌گرفتند که اکنون دیگر وجود ندارند. در قرآن به باغ‌ها اشاره فراوانی شده که این باغ‌ها زمین‌هایی در بهشت هستند که به مؤمنان وعده داده شده است:
خدا اهل ایمان را از مرد و زن وعده فرموده که در بهشت خلد ابدی که زیر درختانش نهرها جاری است درآورد و در عمارات نیکو و پاکیزه بهشت عدن منزل دهد و برتر و بزرگتر از هر نعمت، مقام رضا و خشنودی خداست و آن به حقیقت پیروزی بزرگ است.— سوره توبه، آیه ۷۲
در حالی که بسیاری از باغ های اسلامی دیگر وجود ندارند، محققان در مورد آنها از ادبیات عربی و فارسی در این زمینه استنباط کرده اند. باغ‌های رسمی اسلامی متعددی در منطقه وسیعی از اسپانیا و مراکش در غرب تا هند در شرق باقی مانده است. مورخان درباره اینکه کدام باغ ها را باید بخشی از سنت باغ اسلامی در نظر گرفت، اختلاف نظر دارند، که در طی چندین قرن بر سه قاره تأثیر گذاشته است.